# Heinrich Fischler Graf von Treuberg
Heinrich, eigentlich Henrich, Wilhelm Fischler Graf von Treuberg (* 9. Mai 1919 in Gut Feldmühle bei Markt Rennertshofen, Lkr. Neuburg-Schrobenhausen; † 11. Februar 2023) war ein Offizier der Wehrmacht und der Bundeswehr.

## Leben
Heinrich Fischler von Treuberg war das jüngste von drei Kindern des Gutsbesitzers und Offiziers Karl Franz Marie Fischler Graf von Treuberg (1885–1948) und seiner Gattin (seit 1913) Helene Anna Maria, geb. Freiin Tucher von Simmelsdorf (1886–1977). 
Fischler von Treuberg trat 1937 als Reserveoffizieranwärter in die Pioniertruppe der Wehrmacht ein. Er kam zu Kriegseinsätzen in Polen, Frankreich, Griechenland und Sowjetunion. 1939 war er als Pionier im Pionier-Bataillon 47 (München). Am 27. Dezember 1943 erhielt er als Oberleutnant bei der 1./Panzer-Pionier-Bataillon 38 die Ehrenblattspange des Heeres und am 27. Oktober 1944 wurde er beim Panzer-Pionier-Bataillon 38 mit dem Deutschen Kreuz in Gold ausgezeichnet. Von November 1944 bis zu seiner Gefangennahme Ende März 1945 war er als Hauptmann Kommandeur des Panzer-Pionier-Bataillon 38 bei der 2. Panzer-Division.
Nach kurzer Zeit in der Kriegsgefangenschaft war er in der Land- und Forstwirtschaft tätig, bevor er 1956 in die Bundeswehr übernommen wurde. Zunächst war er als Pionierfachlehrer eingesetzt, durchlief dann die Generalstabsausbildung, um anschließend in unterschiedlichen Stabsstellen Verwendung zu finden. So diente er auch bei AFNORTH, im II. Korps und bei SHAPE. Von April 1971 bis Ende September 1976 war er als Nachfolger von Rudolf Reichenberger Kommandeur der Panzergrenadierbrigade 11 (Bogen). Im September 1972 wurde er zum Brigadegeneral befördert. 1979 trat er als stellvertretender Kommandeur der 7. Panzergrenadierdivision (Unna) in den Ruhestand.
Nach seinem Ruhestand ging er seiner Leidenschaft, dem Alpinismus, nach und engagierte sich als Mitglied im DAV Füssen.
Am 28. September 1973 erhielt er das Verdienstkreuz 1. Klasse.